# ريتشارد كوبر (قاضي)
ريتشارد كوبر (بالإنجليزية: Richard Cooper)‏ هو قاضي أسترالي، ولد في 3 يناير 1947، وتوفي في 14 مارس 2005.